# Michael Anti

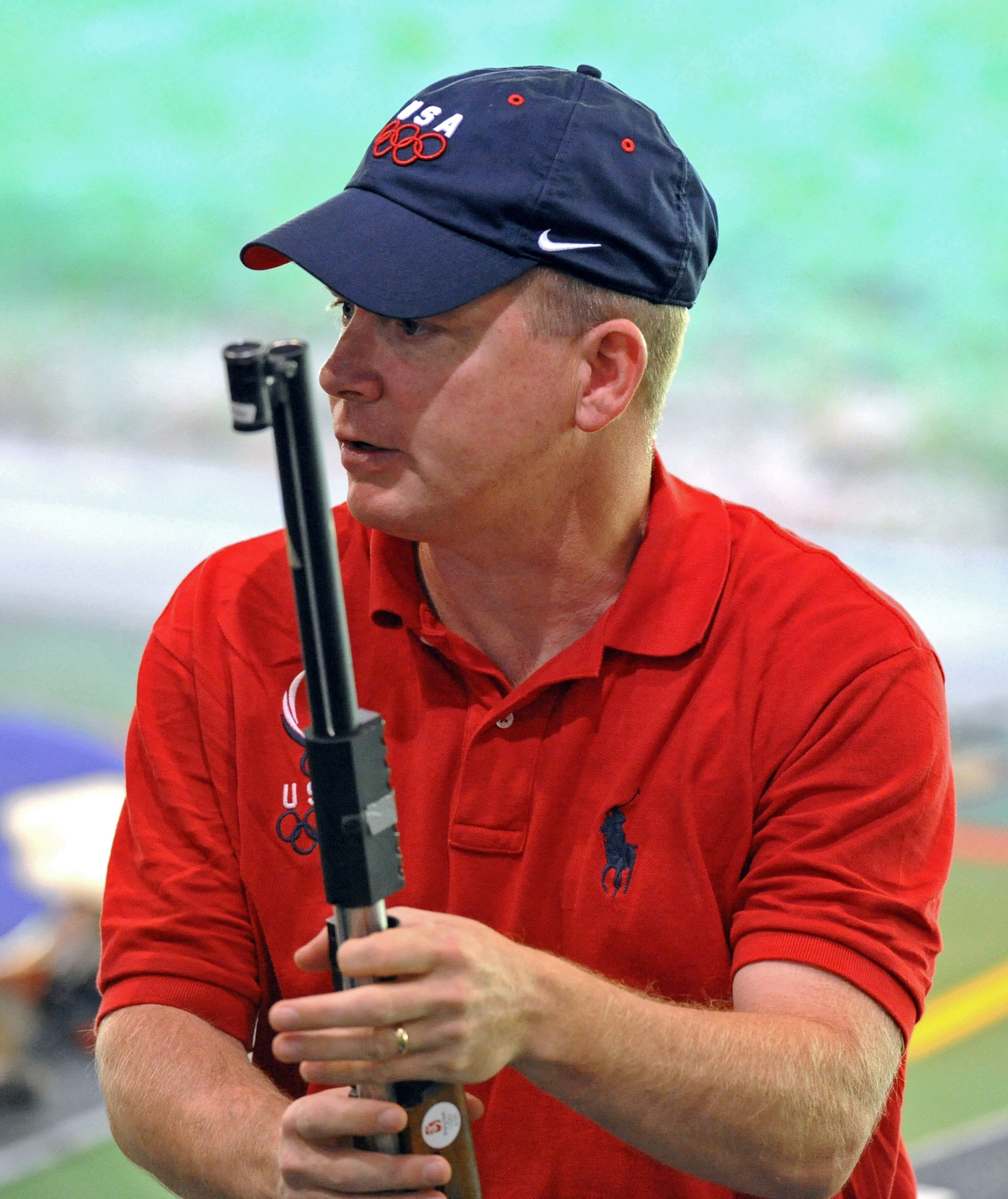
Michael Anti

Michael E. "Mike" Anti, född 2 augusti 1964 i Orange, Kalifornien, är en amerikansk sportskytt.
Han tävlade i olympiska spelen 1992, 2000, 2004 samt 2008 och blev olympisk silvermedaljör i gevär vid sommarspelen 2004 i Aten.